# مورگان فارم، تگزاس
مورگان فارم (به انگلیسی: Morgan Farm) یک منطقهٔ مسکونی در ایالات متحده آمریکا است که در شهرستان سن پاتریسیو، تگزاس واقع شده‌است. مورگان فارم ۸٫۶ کیلومتر مربع مساحت و ۴۶۳ نفر جمعیت دارد و ۱۶ متر بالاتر از سطح دریا واقع شده‌است.